# Économie de l'Acadie
L'économie de l'Acadie a plusieurs caractéristiques qui la différencient de celle d'autres régions du Canada.

## Histoire

### Régime français
De la fondation de l’Acadie en 1604 jusqu’à la conquête en 1763, les communautés acadiennes étaient isolées. L’économie était basée sur l’agriculture, la chasse et la pêche. Dès qu’un danger se présentait, les habitants abandonnaient leurs terres, ce qui constituait un frein à la stabilité de l'économie.

### Des années 1960 à nos jours

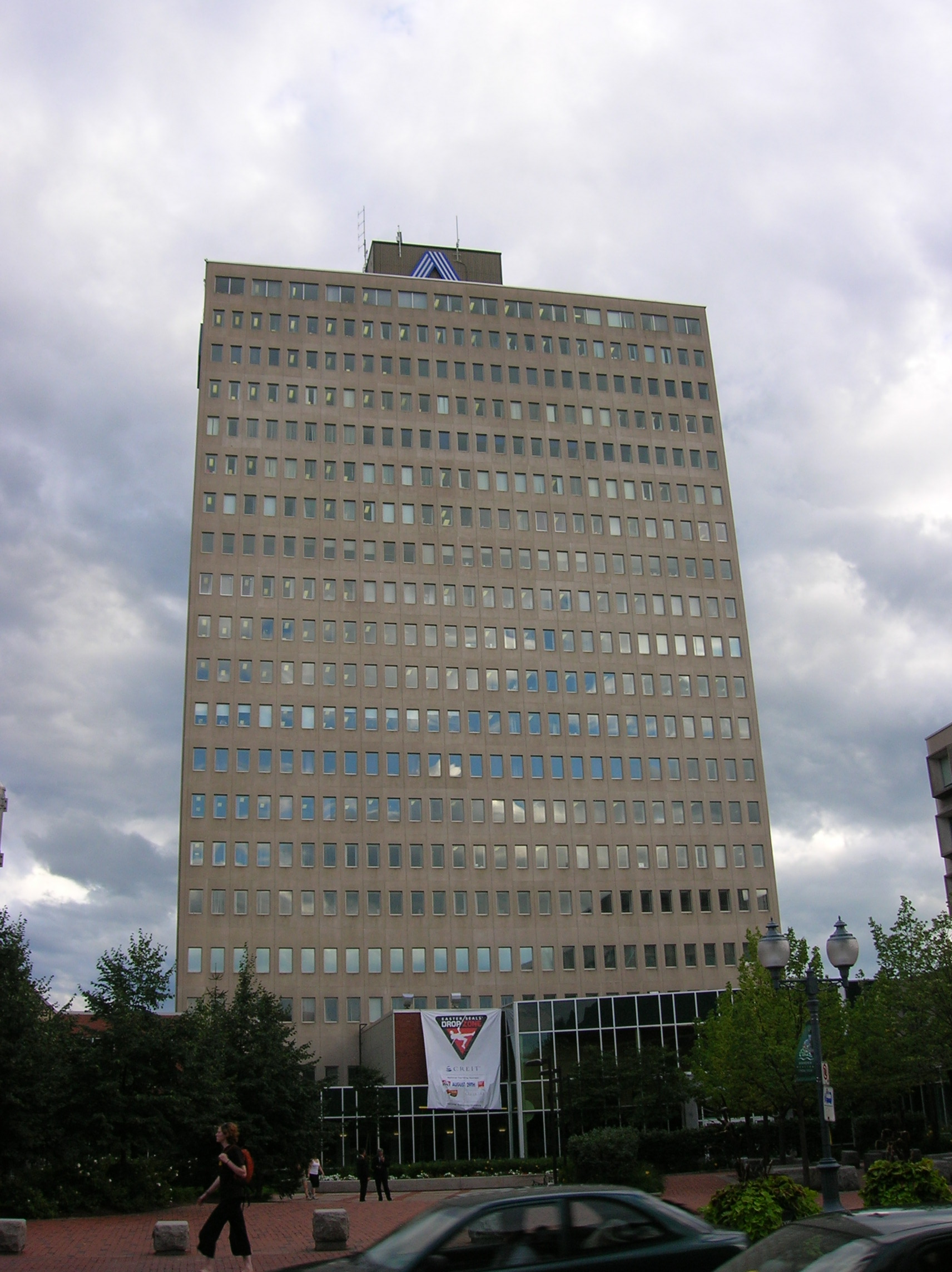
La Place de l’Assomption, siège d’Assomption Vie à Moncton.

Depuis 1961, la situation économique de l'Acadie s'est améliorée face à la moyenne canadienne. Plusieurs facteurs expliquent cette évolution, dont l'augmentation de l'accès à l'éducation post-secondaire, l'augmentation de la participation au marché du travail et finalement le dynamisme entrepreneurial. L'économie traditionnelle acadienne était plutôt socialiste et encourageait la coopération, alors que l'individualisme qui accompagne l'urbanisation et la modernisation a orienté les entrepreneurs vers le capitalisme. Ce dynamisme mena au développement d'un réseau d'organisations économiques, qui augmentent l'implication de la population dans les décisions du gouvernement. La montée de l'État-providence a joué un rôle majeur : les transferts de revenus représentent 20 % du revenu total chez les Acadiens, contre 16 % chez les anglophones, ce qui permet surtout de soutenir le secteur des services. Le développement des services publics permet la création de nombreux emplois bien rémunérés dans toutes les régions. Le soutien du développement de l'entrepreneuriat, par l'entremise de programmes comme l'APECA, permet la création d'emplois.
Ces progrès s’accompagnent néanmoins de la persistance d’un important écart de développement. Cela s’explique, entre autres, par le fait que le taux d’activité y est inférieur à la moyenne canadienne et le taux de chômage supérieur. L’activité économique est très saisonnière dans plusieurs régions, en partie parce que le secteur manufacturier est axé sur la transformation des ressources naturelles. L'emploi demeure donc la principale préoccupation, causant une forte opposition à la réforme de certains programmes gouvernementaux, en particulier dans le secteur de la pêche, où l'assurance-emploi permet aux travailleurs de subvenir à leurs besoins durant les périodes d'inactivité. Certains projets de diversification ont tout de même suscité un vaste mouvement d’opposition, comme la construction d’un incinérateur de sols contaminés à Belledune.

## Revenu et emplois
À l'Île-du-Prince-Édouard, le revenu individuel moyen est de 29 152 $, ce qui dépasse la moyenne provinciale, mais 40 % de la population a un revenu sous la barre des 20 000 $. Au Nouveau-Brunswick, le revenu moyen est de 26 929 $, sous la moyenne provinciale de 28 450 $, une situation expliquée en partie par l'importance du secteur primaire et du secteur manufacturier, où les emplois tendent à être moins payés, saisonniers ou de courte durée. Près de la moitié des gens gagnent moins de 20 000 $ annuellement et seulement 12 % gagnent plus de 50 000 $, une situation due en grande partie à l'importance de la population rurale, où l'économie est moins dynamique. En Nouvelle-Écosse, le revenu moyen des Acadiens, s'élevant à 32 168 $, dépasse la moyenne provinciale, notamment à cause des emplois bien rémunérés du secteur public; en plus, l'écart a augmenté depuis 2001. Seulement une personne sur dix gagne moins de 10 000 $, et leur nombre baisse constamment; le revenu moyen change néanmoins d'une région à l'autre. À Terre-Neuve-et-Labrador, le revenu moyen de la population francophone s'élève à 36 447 $, dépassant largement la moyenne provinciale de 27 636 $. Par contre, deux personnes sur cinq gagne moins de 20 000 $ annuellement alors que plus du quart gagne plus de 60 000 $.
L'administration publique, la santé et l'éducation constituent les principaux secteurs d'emplois à l'Île-du-Prince-Édouard et en Nouvelle-Écosse, où ils regroupent respectivement 31,3 % et 36 % des emplois, notamment au ministère des Anciens combattants à Charlottetown,. Au Nouveau-Brunswick et en Nouvelle-Écosse, les Acadiens sont plus présents que les anglophones dans les secteurs primaires et secondaires,. La fabrication est le domaine le plus important au Nouveau-Brunswick et le second plus important à l'Île-du-Prince-Édouard et en Nouvelle-Écosse. L'économie terre-neuvienne est basée avant tout sur les matières premières. Pourtant, les communautés francophones ont une économie postindustrielle, où les emplois dans le commerce et les services jouent un rôle important.
Les entrepreneurs représentent, en 2006, 8,4 % des travailleurs à l'Île-du-Prince-Édouard, 7,7 % au Nouveau-Brunswick, 8,7 % en Nouvelle-Écosse et 4,9 % à Terre-Neuve-et-Labrador.
|                                          | Île-du-Prince-Édouard | Nouveau-Brunswick | Nouvelle-Écosse | Terre-Neuve-et-Labrador |
| Agriculture, foresterie, pêche et chasse | 7,8                   | 5,7               | 7,7             | 2,7                     |
| Mines, extraction du pétrole et du gaz   | 1,1                   | 1,5               | 0,4             | 7,1                     |
| Services publics                         | 0,0                   | 0,5               | 0,2             | 1,3                     |
| Construction                             | 7,8                   | 7,5               | 5,0             | 4,9                     |
| Fabrication                              | 12,0                  | 13,8              | 10,5            | 3,5                     |
| Commerce de gros                         | 2,3                   | 3,0               | 2,4             | 2,7                     |
| Commerce de détail                       | 8,1                   | 11,0              | 8,3             | 7,1                     |
| Transport et entreposage                 | 1,9                   | 4,2               | 3,6             | 4,4                     |
| Industrie de l'information               | 1,3                   | 1,8               | 1,8             | 3,5                     |
| Finance et assurances                    | 2,4                   | 3,1               | 3,5             | 0,9                     |
| Services immobiliers                     | 0,6                   | 0,8               | 1,3             | 1,8                     |
| Services professionnels                  | 2,8                   | 2,9               | 4,1             | 4,4                     |
| Gestion de sociétés                      | 0,0                   | 0,1               | 0,1             | 0,0                     |
| Services administratifs                  | 3,7                   | 3,3               | 3,3             | 5,3                     |
| Services d'enseignement                  | 8,9                   | 6,7               | 10,8            | 16,8                    |
| Soins de santé                           | 7,0                   | 12,3              | 10,2            | 7,1                     |
| Arts                                     | 2,6                   | 1,4               | 2,0             | 0,9                     |
| Hébergement                              | 6,5                   | 6,0               | 5,3             | 3,5                     |
| Autres services                          | 7,8                   | 4,9               | 3,6             | 7,5                     |
| Administration publique                  | 15,4                  | 8,2               | 14,8            | 13,7                    |

Au niveau de l'occupation, les domaines des affaires, de la finance et de l'administration gagnent en importance en Nouvelle-Écosse; les Acadiens du Nouveau-Brunswick y sont pourtant moins présents que les anglophones. Au Nouveau-Brunswick également, le secteur de la vente et des services est plus faible que la moyenne provinciale.
|                                                            | Île-du-Prince-Édouard | Nouveau-Brunswick | Nouvelle-Écosse | Terre-Neuve-et-Labrador |
| Gestion                                                    | 7,1                   | 6,9               | 9,3             | 7,7                     |
| Affaires, finances et administration                       | 17,6                  | 16,8              | 16,1            | 15,5                    |
| Sciences naturelles et appliquées                          | 4,0                   | 4,0               | 5,4             | 5,5                     |
| Santé                                                      | 3,4                   | 7,0               | 5,9             | 4,1                     |
| Sciences sociales, enseignement et administration publique | 13,0                  | 7,4               | 11,5            | 17,3                    |
| Arts, culture, sports et loisirs                           | 1,9                   | 2,0               | 2,7             | 3,2                     |
| Ventes et services                                         | 21,1                  | 24,0              | 23,5            | 25,5                    |
| Métiers, transport et machinerie                           | 16,4                  | 17,6              | 12,7            | 15,0                    |
| Professions propres au secteur primaire                    | 8,7                   | 5,7               | 7,5             | 5,0                     |
| Transformation                                             | 6,8                   | 8,6               | 5,5             | 1,4                     |

## Principaux secteurs de l'économie

### Pêche, agriculture et agroalimentaire

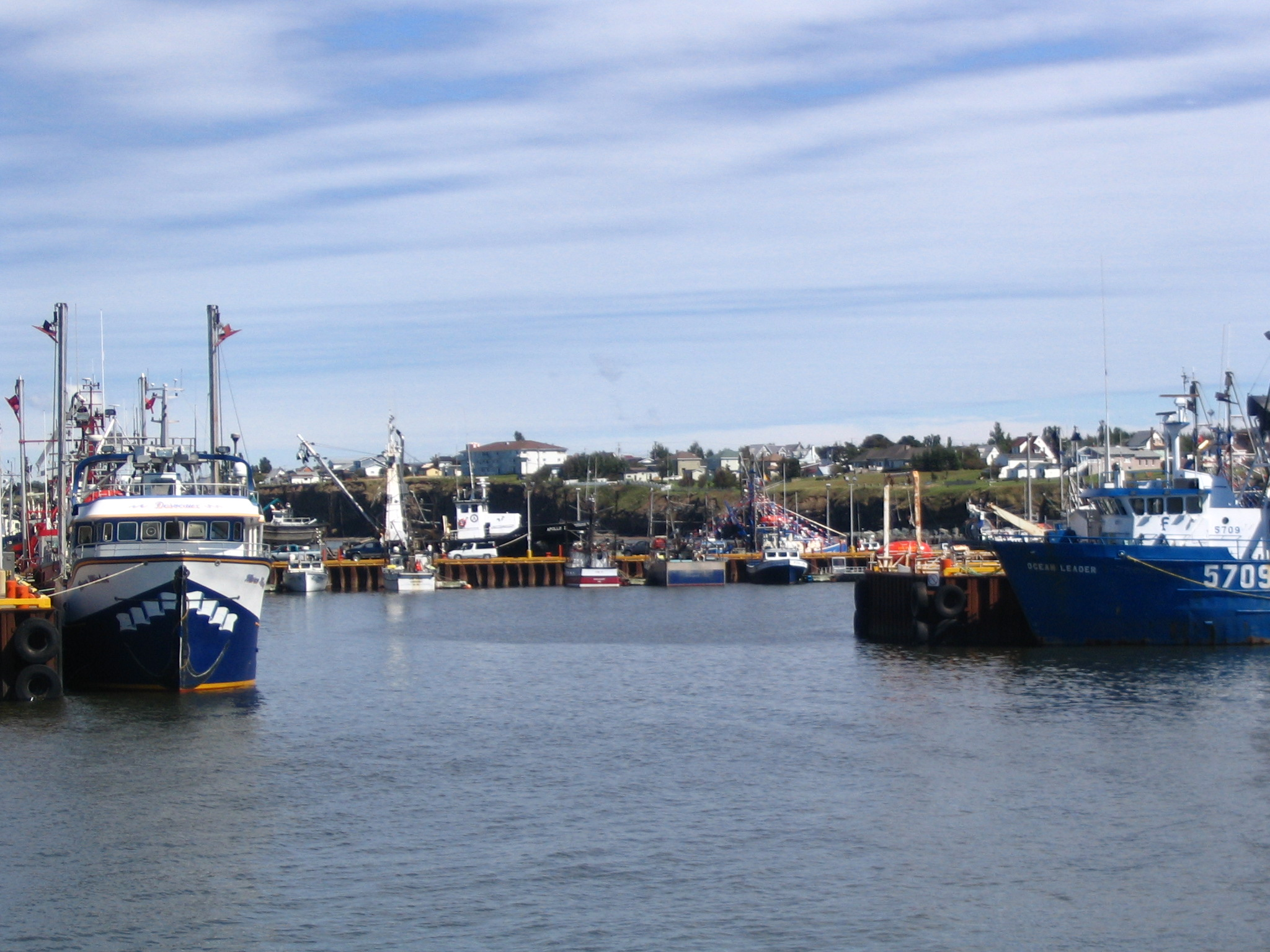
Le port de Caraquet.

La pêche est la base de l'économie des provinces de l'Atlantique avec des revenus annuels de 3 milliards $ et représente le tiers de ses exportations. Le plus grand port de pêche est Escuminac, avec 500 bateaux tandis que le port de Shippagan est le plus rentable. Depuis l'effondrement des stocks de morue et le moratoire de 1992, les principales espèces pêchées sont le crabe des neiges, le homard, le hareng, le maquereau, etc. Les huitres sont cultivées dans la baie de Malpèque et à Caraquet. La transformation du poisson et des fruits de mer a lieu dans la plupart des villes portuaires mais certaines usines comme a Saint-Simon transforment le surplus des autres usines. L'industrie cherche de plus en plus la valeur ajoutée.
L'élevage et l'abattage du poulet est concentré à Saint-François-de-Madawaska. 
Le Nouveau-Brunswick a le plus important secteur de produits agricoles à valeur ajoutée au pays; l'industrie de la pomme de terre en est le chef de file, dont la multinational McCain Foods. Les aliments surgelés représentent 61 % des exportations alimentaires de l'Atlantique; en région acadienne, cette industrie est concentrée à Grand-Sault et Scoudouc. Les boissons gazeuses (Scoudouc) et la bière à (Moncton) représentent quant à eux 8 % des exportations. Les confiseries, pourtant importantes, sont peu développées en région acadienne. Toutefois, la fabrication du sirop d'érable est répandue, particulièrement à Saint-Quentin. La Péninsule acadienne est la principale région productrice de bleuets mais la transformation et l'exportation est concentrée à Oxford, en Nouvelle-Écosse. L'industrie des canneberges est concentrée à Rogersville.

### Industrie

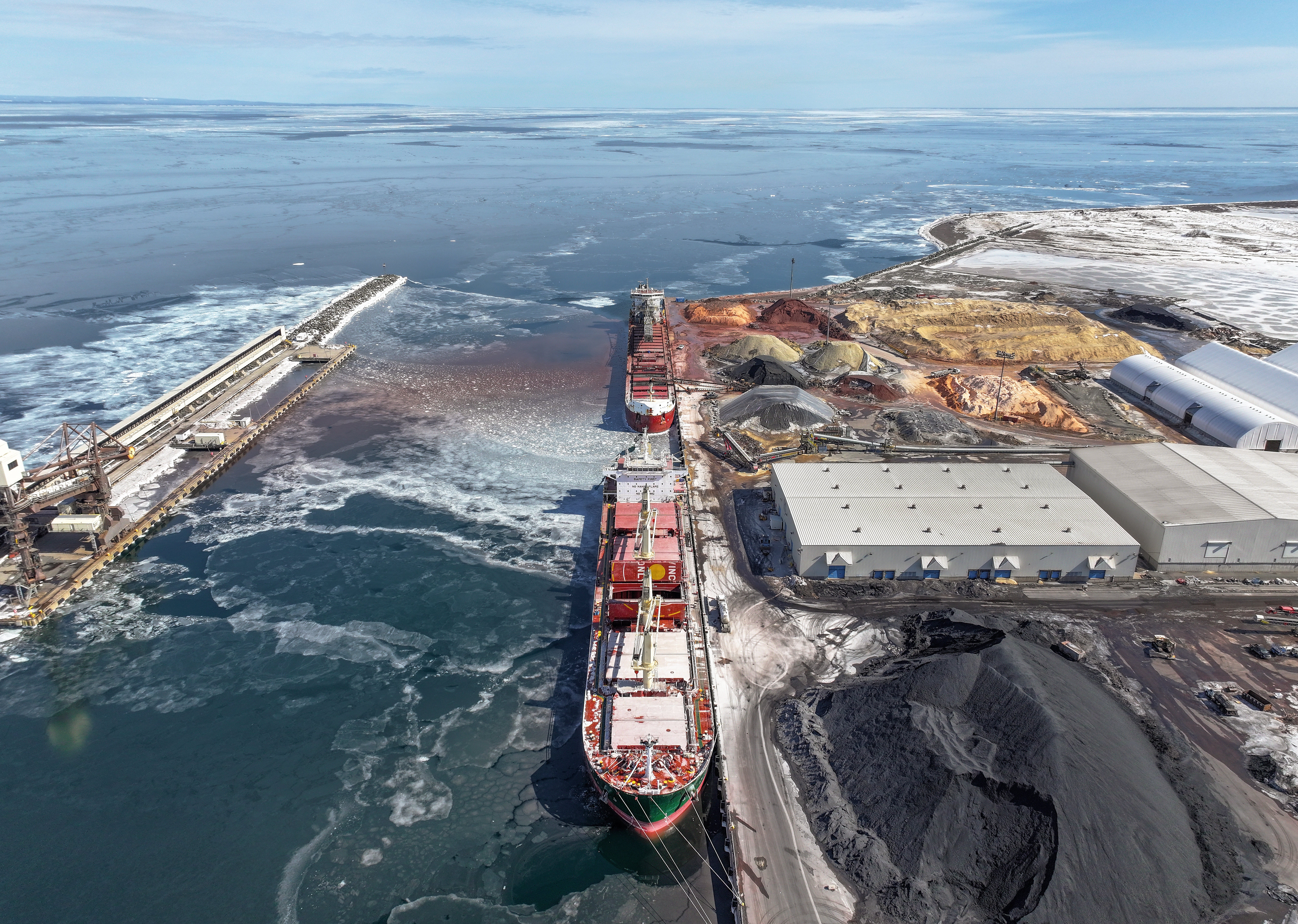
Port de Belledune

Il y a plusieurs mines près de Bathurst. La majeure partie des marchandises transitant par le port de Belledune sont d'ailleurs le bois et le minerai. Les usines de la ville produisent ou transforment le plomb, l'acide sulfurique, l'argent, l'or, le gypse et l'engrais. Le Nouveau-Brunswick produit 31 % de la tourbe au Canada et la production y est concentrée dans la Péninsule acadienne. Le Nord-ouest compte sur l'exploitation forestière et possède plusieurs usines, certaines de propriété locale comme Groupe Savoie mais la plupart appartenant a des intérêts anglophones ou étrangers, comme la compagnie J.D. Irving. Edmundston, Belledune, Saint-Quentin, Kedgwick et Atholville comptent des usines de pâte et papier. La fabrication de papiers spécialisés est concentrée à Dieppe et Richibouctou. Certains autres produits dérivés sont fabriqués en Acadie, notamment les couronnes de Noël à Notre-Dame-des-Érables.
La construction accapare 12 % du PIB au niveau fédéral et constitue le septième employeur de l'Atlantique. Plusieurs villes comptent d'importants fabricants de matériaux de construction et d'équipements résidentiels comme le béton (Dunlop), l'asphalte (Saint-Isidore), l'acier (Beresford, Caraquet, Lamèque), les équipements de ventilation et de climatisation (Bouctouche, Richibouctou), les portes et fenêtres (Beresford, Eel River Crossing, Tracadie-Sheila), les armoires de cuisine (Shédiac) et les matériaux de construction divers (Bathurst, Campbellton, Charlo, Richibouctou); les principales usines de maisons préfabriquées sont à Tracadie-Sheila et Bouctouche. 
L'environnement est également un secteur d'avenir, comprenant plus de 800 entreprises dans tout l'Atlantique; Terre-Neuve-et-Labrador est un chef de file dans le traitement des marées noires, le Nouveau-Brunswick dans le traitement des eaux usées, la Nouvelle-Écosse en matière de recyclage et l'Île-du-Prince-Édouard dans le domaine de la collecte des déchets. L'aérospatiale et la défense sont parmi les secteurs industriels connaissant la plus forte croissance; l'industrie est concentrée en Nouvelle-Écosse, surtout à Halifax, mais des parcs industriels importants sont aussi présents à Summerside près de la région Évangéline ainsi qu'à Moncton. Moncton et sa voisine Dieppe sont d'ailleurs les principales villes industrielles, avec des entreprises œuvrant dans les domaines de haute technologie, des véhicules d'urgence, des portes et fenêtres, de l'usinage, du verre, des équipements de jeux de hasard, de l'aérospatiale et de la défense,. Edmundston regroupe aussi quelques usines importantes, dans les domaines du plastique, des articles de sport, des enseignes et des meubles. Quelques autres industries sont présentes, telles que la construction navale (Bas-Caraquet, Methegan), les véhicules terrestres (Bathurst, Lamèque, Notre-Dame-de-Kent, Tracadie-Sheila), les moteurs (Eel River Crossing), les équipements industriels (Balmoral, Caraquet, Tracadie-Sheila), l'engrais (Petit-Rocher) et les matelas (Scoudouc).

### Énergie

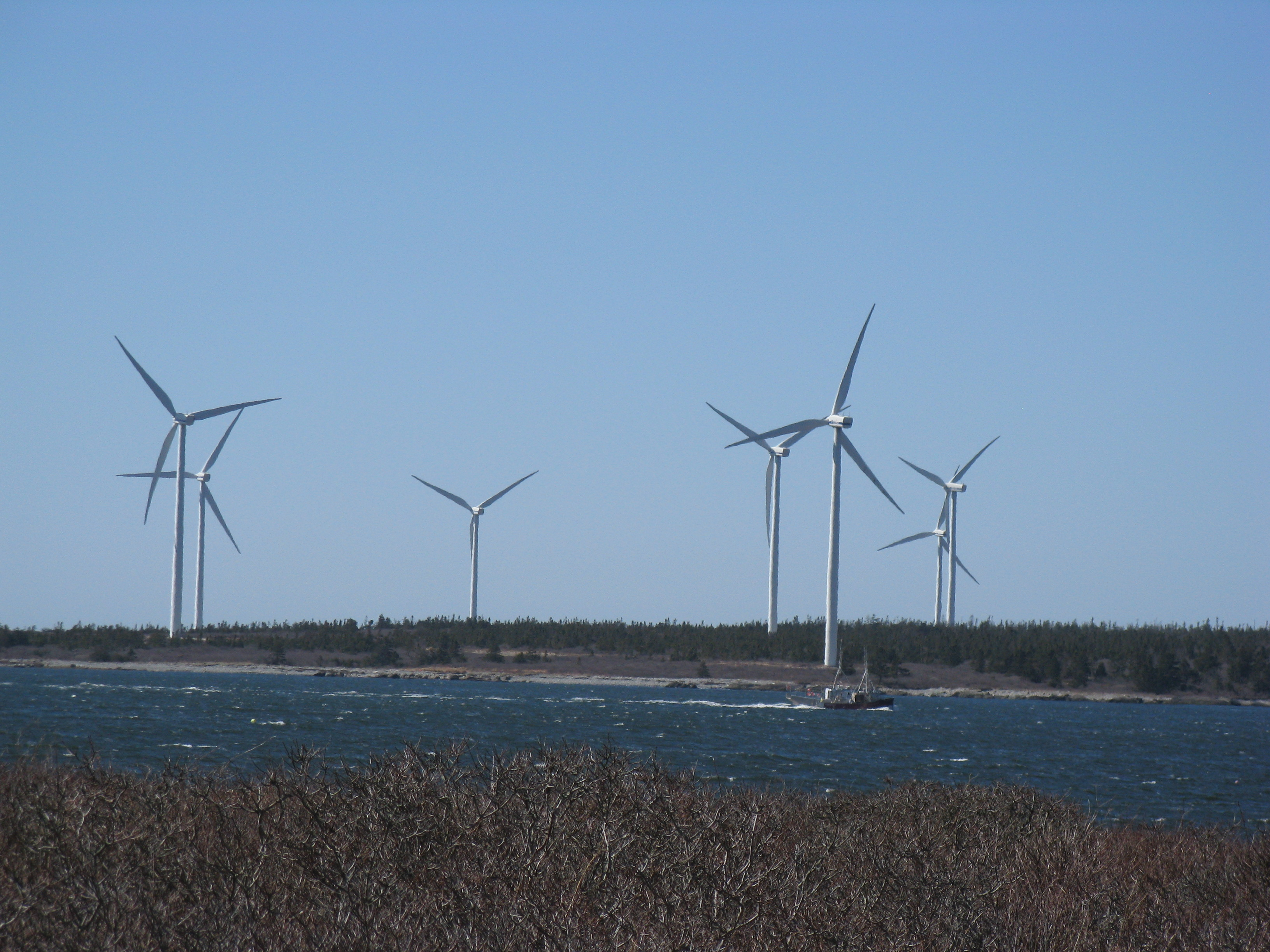
Éoliennes à la pointe de Pubnico.

La puissance installée des centrales électriques des provinces de l'Atlantique est de plus de 14 000 mégawatts (MW). L'électricité est produite, transportée et distribuée par des monopoles de sociétés de la couronne (Énergie NB, Newfoundland and Labrador Hydro et Maritime Electric) ou d'une compagnie privée (Nova Scotia Power). La centrale de Churchill Falls, inaugurée en 1971, fait l'objet d'un contentieux entre le Québec et Terre-Neuve-et-Labrador. Le coût de l'électricité reste le plus bas dans les pays du G8, sauf à l'Île-du-Prince-Édouard, où il est le plus élevé au pays. Cette province est d'ailleurs la plus innovatrice en matière d'énergie éolienne et de plus en plus imitée par les autres provinces. Le plus grand raffineur et distributeur de produits pétroliers est Irving Oil, dont la raffinerie de Saint-Jean, la plus importante au pays, représente 43 % des exportations de pétrole. Un champ de gaz naturel est exploité à l'île de Sable et un gazoduc le relie aux États-Unis via la Nouvelle-Écosse et le Nouveau-Brunswick. Le champ de pétrole et de gaz de Old Harry, entre les îles de la Madeleine et Terre-Neuve-et-Labrador, crée des tensions entre cette province et le Québec. Le chauffage se fait de plus en plus au bois à l'Île-du-Prince-Édouard puisque le mazout y est également trop cher.

### Commerce
On retrouve des commerces et des centres commerciaux de style américain. Il y a des marchés agricoles mais la plupart des aliments sont achetés au supermarché.
Dieppe compte le principal centre commercial de l'Atlantique, la Place Champlain, alors que d'autres villes de petites tailles comme Shippagan et Atholville basent une partie de l'économie sur les services a leur région respective. Les grandes surfaces et les chaînes de restaurant sont quant à elles généralement contrôlées par des intérêts étrangers. Les chaînes de restaurant Pizza Delight, Mikes, Bâton Rouge et Scores appartiennent toutefois à Imvescor, de Moncton. Co-op Atlantique, dont le siège est à Moncton, compte 99 succursales dans les provinces de l'Atlantique et au Québec et son chiffre d'affaires s'élève à plus d'un milliard de dollars en 2010, faisant d'elle la dixième entreprise au Canada atlantique en 2007; elle opère aussi plusieurs autres commerces et une usine de moulée.
Le Grand Moncton bénéficie de sa position stratégique, de sa population bilingue et de son réseau de télécommunications. Le secteur des centres d'appel y emploie 7 300 personnes. Le secteur de l'infographie et de la conception de logiciels y est également développé.

### Finance et assurance

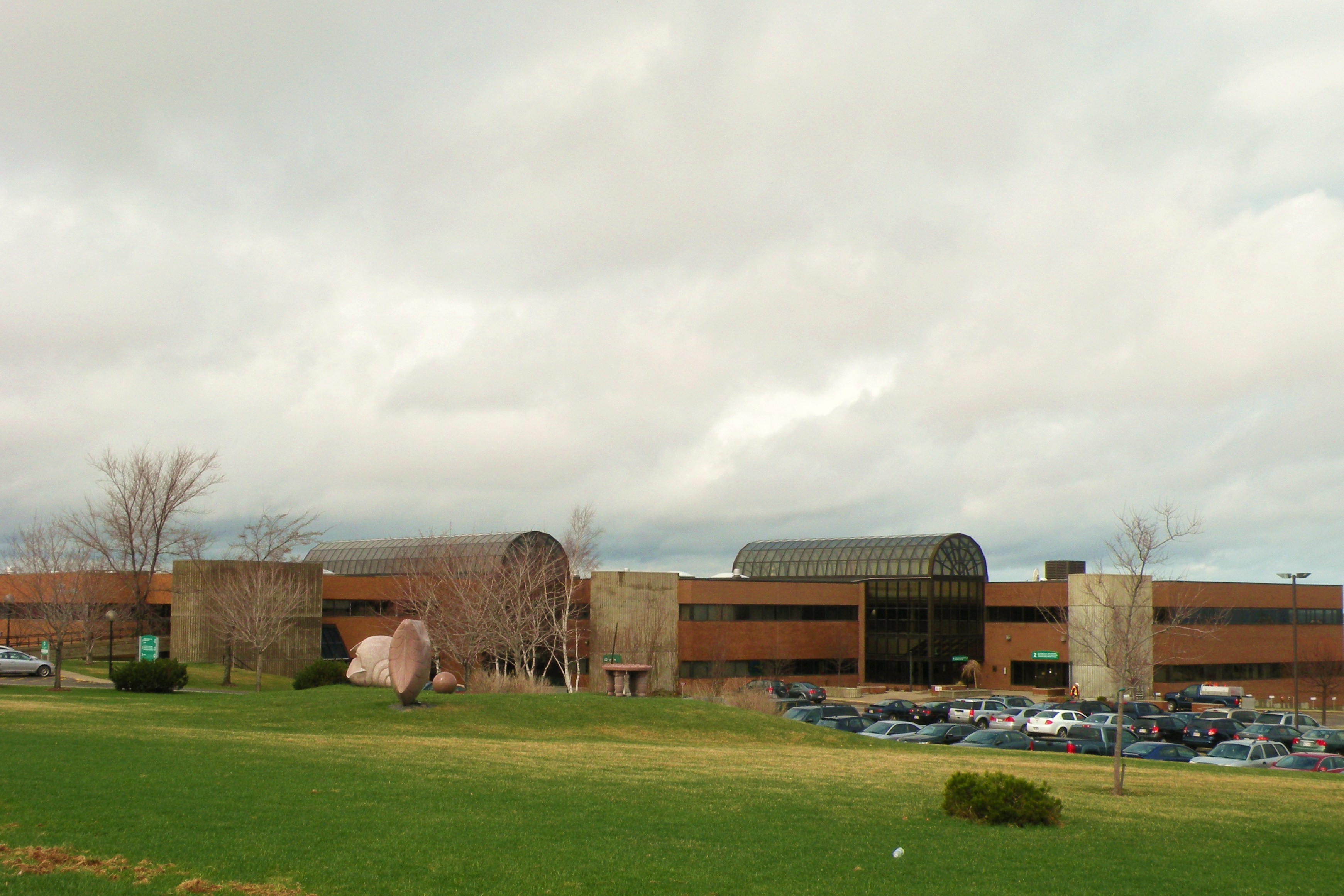
Siège-social d'UNI Coopération financière

Le secteur de la finance est surtout contrôlé par des entreprises ontariennes et québécoises mais il y a quelques exceptions notoires. UNI Coopération financière, dont le siège-social est situé à Caraquet, regroupe 22 caisses et 82 centres de services et a un actif de 2,9 milliards $ en 2009. Assomption Vie est une entreprise de services financiers basée à Moncton et dont les bénéfices s'élevaient à 6,3 millions $ en 2009, pour des revenus de 124,9 millions $. L'entreprise gère aussi les Placements Louisbourg, la plus ancienne maison de gestion d'actifs au Canada atlantique, avec un actif de 1,2 milliard $ en 2009. Croix Bleue Medavie, aussi basée à Moncton, est une entreprise d'assurances comptant 1 450 employés en 2008, avec un chiffre d'affaires de 2,8 milliards $ en 2007.

## Classement des grandes entreprises
Voici les principales entreprises acadiennes ou présentes en Acadie, selon le classement régional des provinces de l'Atlantique en 2013
.
| Classement | Nom de l'entreprise                     | Siège      | Secteur                                      | Chiffre d'affaires annuel (en M$ CAD) |
| ---------- | --------------------------------------- | ---------- | -------------------------------------------- | ------------------------------------- |
| 7          | Major Drilling Group International Inc. | Moncton    | Forage                                       | 696                                   |
| 9          | Co-op Atlantic                          | Moncton    | Grossiste, épiceries, coopératives agricoles | 631,9                                 |
| 23         | Assomption Vie                          | Moncton    | Assurance, produits financiers               | 160,4                                 |
| 43         | Imvescor Restaurant Group               | Moncton    | Restauration                                 | 47,3                                  |
| 55         | Partner Seafoods Inc.                   | Shédiac    | Poisson                                      | 25                                    |
| 60         | La Coopérative de Bouctouche Limitée    | Bouctouche | Distribution alimentaire et d'hydrocarbures  | 22,5                                  |
| 84         | Port de Belledune                       | Belledune  | Transport                                    | 8,4                                   |
| 96         | Louisbourg Investments Inc.             | Moncton    | Investissement et gestion                    | 4                                     |